# Olive Edis
Mary Olive Edis (dopo il matrimonio Edis-Galsworthy; Londra, 3 settembre 1876 – 28 dicembre 1955) è stata una fotografa e imprenditrice inglese ed è conosciuta principalmente per i suoi fotoritratti che comprendevano reali, politici, donne influenti e pescatori locali del Norfolk. Fu una delle prime donne ad adottare professionalmente il processo di autocromia e divenne, nel 1919, la prima fotografa di guerra femminile ufficiale della Gran Bretagna.

## Biografia

### Primi anni di vita
Edis nacque al 22 Wimpole Street, a Londra, e fu la figlia maggiore di Mary (detta anche Murray) (1853-1931), ginecologa, e di Arthur Wellesley Edis (1840-1893), medico anziano del "Chelsea Hospital for Women". Crebbe insieme ai genitori e alle sorelle gemelle più giovani, Katharine ed Emmeline, fino all'improvvisa morte del loro padre a 53 anni (quando lei ne aveva 17).
Nel 1900 Caroline 'Carrie' Murray, figlia del chirurgo generale John Murray, una nota fotografa indiana, diede ad Edis la sua prima macchina fotografica e divenne il primo soggetto ritratto da Edis. Nel 1905 Edis e sua sorella, Katherine, aprirono uno studio professionale in Church Street, a Sheringham, nel North Norfolk. Katherine lasciò lo studio nel 1907 quando sposò il medico locale Robert Legat. Edis, tuttavia, continuò a far crescere l'impresa e divise il suo tempo tra i suoi diversi studi fotografici. Nel frattempo Katherine proseguì privatamente l'attività fotografica continuando a dimostrare notevoli capacità in quel campo.

### Carriera
Il primo studio di Edis a Church Street, Sheringham, fu costruito appositamente per le sorelle Edis dallo zio architetto Robert William Edis. Aveva un tetto di vetro per consentire alla luce naturale di dare un aspetto importante al luogo. Negli anni '30 il suo studio londinese fu trasferito a Ladbroke Square e un nuovo studio fu costruito a Sheringham in South Street. Durante la sua carriera aprì piccoli studi temporanei a Cromer e Farnham. Edis, per il suo lavoro, assunse diversi assistenti ed ebbe la collaborazione più lunga con tale Lillian Page che realizzò la maggior parte delle stampe dello studio di Sheringham. Edis, nel corso della sua vita, produsse moltissime cartoline delle sue opere ritraenti sia persone umili che importanti compresa se stessa. I clienti che richiedevano le foto le ebbero montate su una scheda di marca con il logo dell'azienda in rilievo.
Vendette il suo primo ritratto in bianco e nero nel 1912 e divenne successivamente famosa per le sue fotografie a colori. Brevettò anche un proprio proiettore di diapositive. Vinse una medaglia alla mostra del 1913 della Royal Photographic Society e, l'anno successivo, divenne una loro iscritta.
Edis fu nominata fotografa ufficiale di guerra e fotografò sia il British Women's Services che i campi di battaglia in Francia e nelle Fiandre tra il 1918 e il 1919 per l'Imperial War Museum. Nel 1920 fu incaricata di creare fotografie pubblicitarie per la Canadian Pacific Railway che vengono considerate tra le prime fotografie a colori del paese.
Durante la sua carriera Edis fotografò molte figure influenti della società inglese dei primi anni del XX secolo. Esempi degni di nota sono: gli autori Thomas Hardy (1914) e George Bernard Shaw (1936); i primi ministri H. H. Asquith (1917-18) e David Lloyd George (1917) e l'allora futuro re Giorgio VI (1920). Edis fotografò anche molte donne importanti in un momento di grandi cambiamenti per il ruolo delle donne nella società britannica, tra cui Elizabeth Garrett Anderson (1909), Nancy Astor (1920) ed Emmeline Pankhurst (1920). Oltre a personaggi famosi Edis realizzò numerosi ritratti di pescatori del North Norfolk. Alcuni di loro, grazie a lei, divennero delle celebrità minori locali.
Dopo la morte del marito, avvenuta nel 1948, Edis presentò alcuni dei suoi ritratti alla National Portrait Gallery.

### Vita privata
Nel 1928, all'età di 52 anni, Edis sposò Edwin Galsworthy, un avvocato e direttore della "Barclays Bank". Divenne anche la matrigna dei suoi due figli, già adulti, Margaret Eleanor e Gerald Galsworthy.

### Morte
Edis morì il 28 dicembre 1955 e le sue ceneri furono sepolte nel cimitero di Sheringham.

## Riconoscimenti
Nel 2008 il Cromer Museum ha acquisito una collezione di oltre 2.000 fotografie che erano state lasciate da Edis al suo assistente, Cyril Nunn. La prima mostra personale in retrospettiva del suo lavoro si è tenuta al Norwich Castle Museum and Art Gallery nel 2016/17.

## Galleria d'immagini

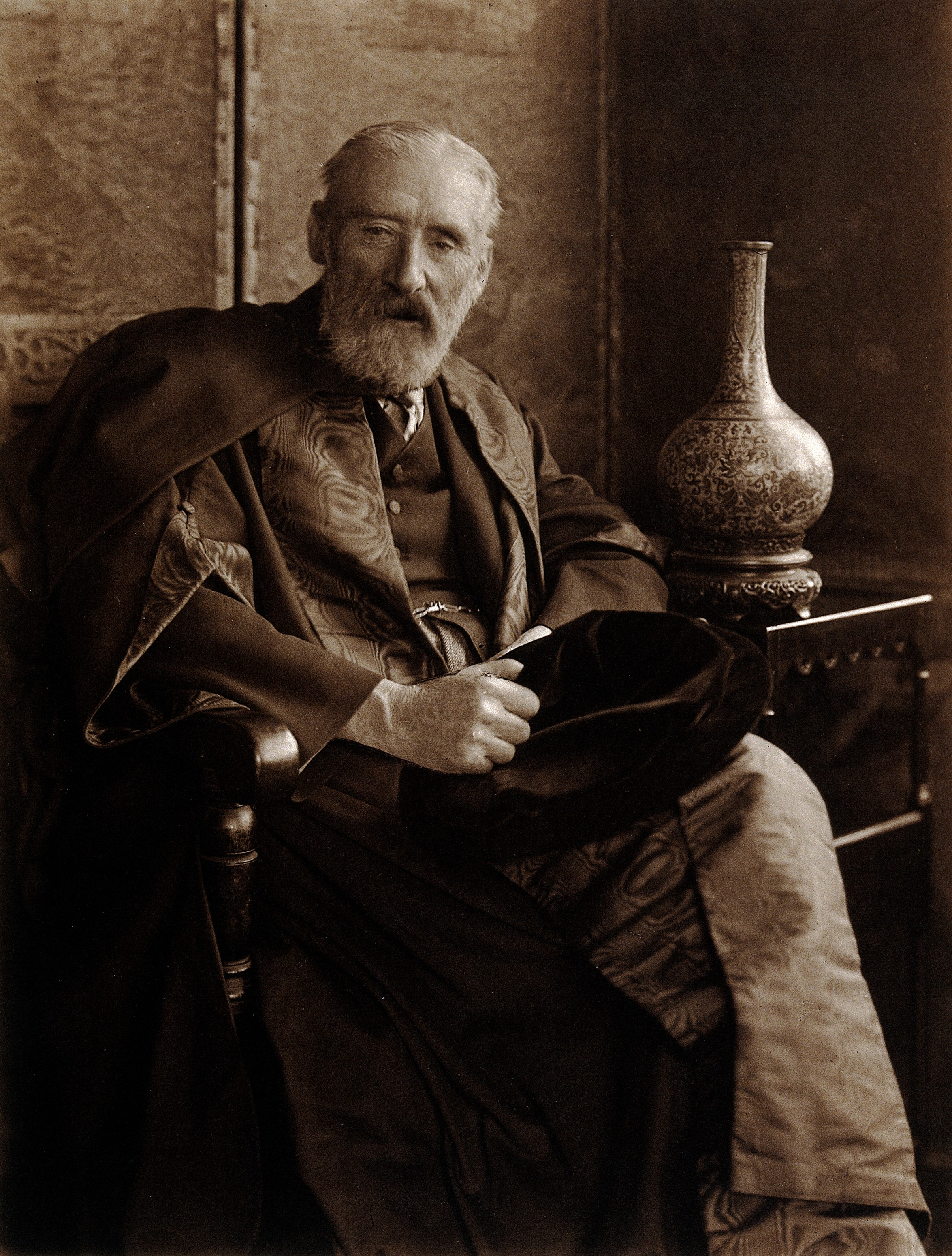
Sir Charles Sissmore Tomes